# Vittorio Necchi
Vittorio Necchi (Pavia, 21 novembre 1898 – Milano, 17 novembre 1975) è stato un imprenditore italiano.

## Biografia

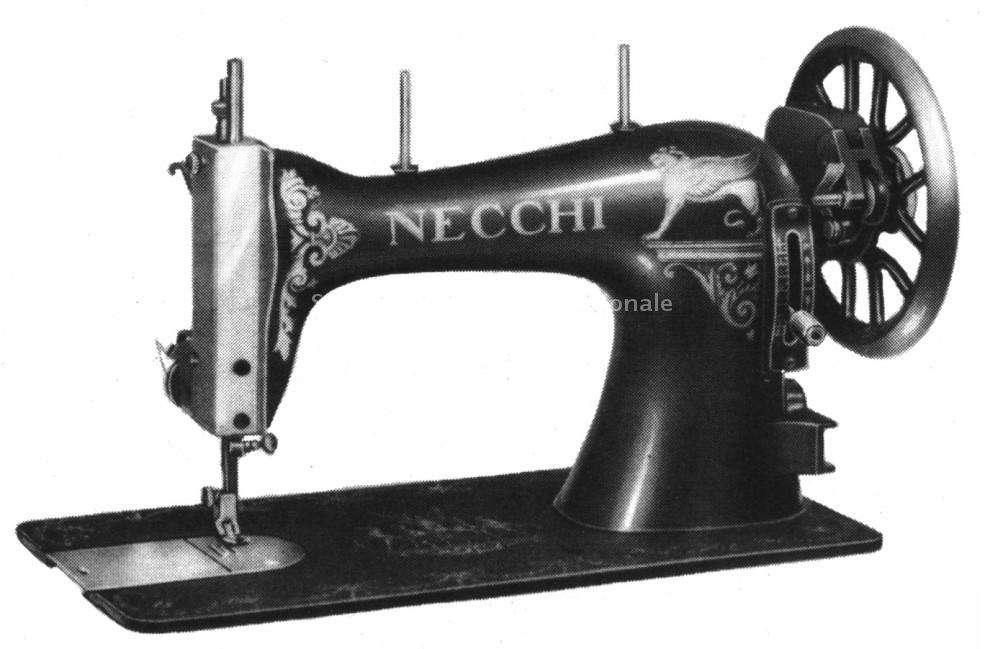
Una delle prime macchine per cucire domestiche Necchi, destinate al mercato nazionale, anni venti.

Vittorio Necchi nasce a Pavia nel 1898, figlio di Ambrogio, industriale del settore metallurgico e meccanico con tre stabilimenti a Pavia: nel primo decennio del Novecento la Società anonima Fonderie Ambrogio Necchi – costituita nel 1908 – ha una produzione differenziata che spazia dalla fusione della ghisa ai radiatori per caloriferi, dalle macchine agricole alle vasche da bagno, alle cucine economiche. Durante la prima guerra mondiale, nel 1916, muore il padre, e il giovane Necchi, tornato dal fronte al termine del conflitto, assume la guida dell'azienda di famiglia e decide di affiancare alle tradizionali attività la produzione di macchine per cucire “uso famiglia”. Nel 1919 costituisce le Industrie Riunite Italiane con 50 dipendenti, che l'anno successivo arrivano a produrre un totale di 2.000 macchine.
Dopo qualche anno di precaria attività, in cui la Necchi fatica a muoversi in uno scenario dominato dalla concorrenza dell'americana Singer e dei produttori tedeschi, l'impresa si avvia verso una relativa stabilità, anche grazie alla rete di punti vendita nazionali costruita dall'imprenditore nella prima metà degli anni Venti. Al 1925 risale la separazione delle attività aziendali familiari: alle due sorelle Nedda e Luigia e al marito di quest'ultima, Angelo Campiglio, restano le fonderie di ghisa e la smalteria (in una ricostituita azienda denominata Fonderie Necchi-Campiglio), mentre Necchi assume in proprio le produzioni di ghisa malleabile e di macchine per cucire. Nello stesso anno le Industrie Riunite Italiane sono trasformate nella Società Anonima Vittorio Necchi, della quale lo stesso Necchi assume la presidenza; la produzione annua si attesta allora sulle 6.120 macchine.
Nella seconda metà degli anni Venti l'imprenditore, insieme al nuovo direttore tecnico Emilio Cerri (un ingegnere proveniente dalla Fiat), promuove una ristrutturazione dell'impresa il cui esito è una crescita ininterrotta dei volumi produttivi, fino ad arrivare a quasi 20.000 esemplari usciti dagli stabilimenti nel 1930 (con il 10% delle macchine destinate ai mercati esteri). La Società Anonima Vittorio Necchi, con la sua produzione di macchine per cucire per la famiglia avrà un grandissimo successo in Italia e all'estero, con una produzione di più di 75.000 macchine nel 1948, distribuita in tutti i mercati del mondo. Nominato Cavaliere del lavoro nel 1935, Necchi muore in un momento di grave crisi dell'azienda.

## Archivio
La documentazione prodotta da Vittorio Necchi nel corso della sua attività imprenditoriale è conservata da Necchi spa, di Pavia, nei fondi Fonderie Necchi Peraro/For spa, Necchi Macchine per Cucire srl (fino al 1997) e Necchi spa / divisione Macchine per Cucire (1997-2000) con precedenti Necchi spa (dal 1975) e Necchi spa.